# Statue parlanti di Roma

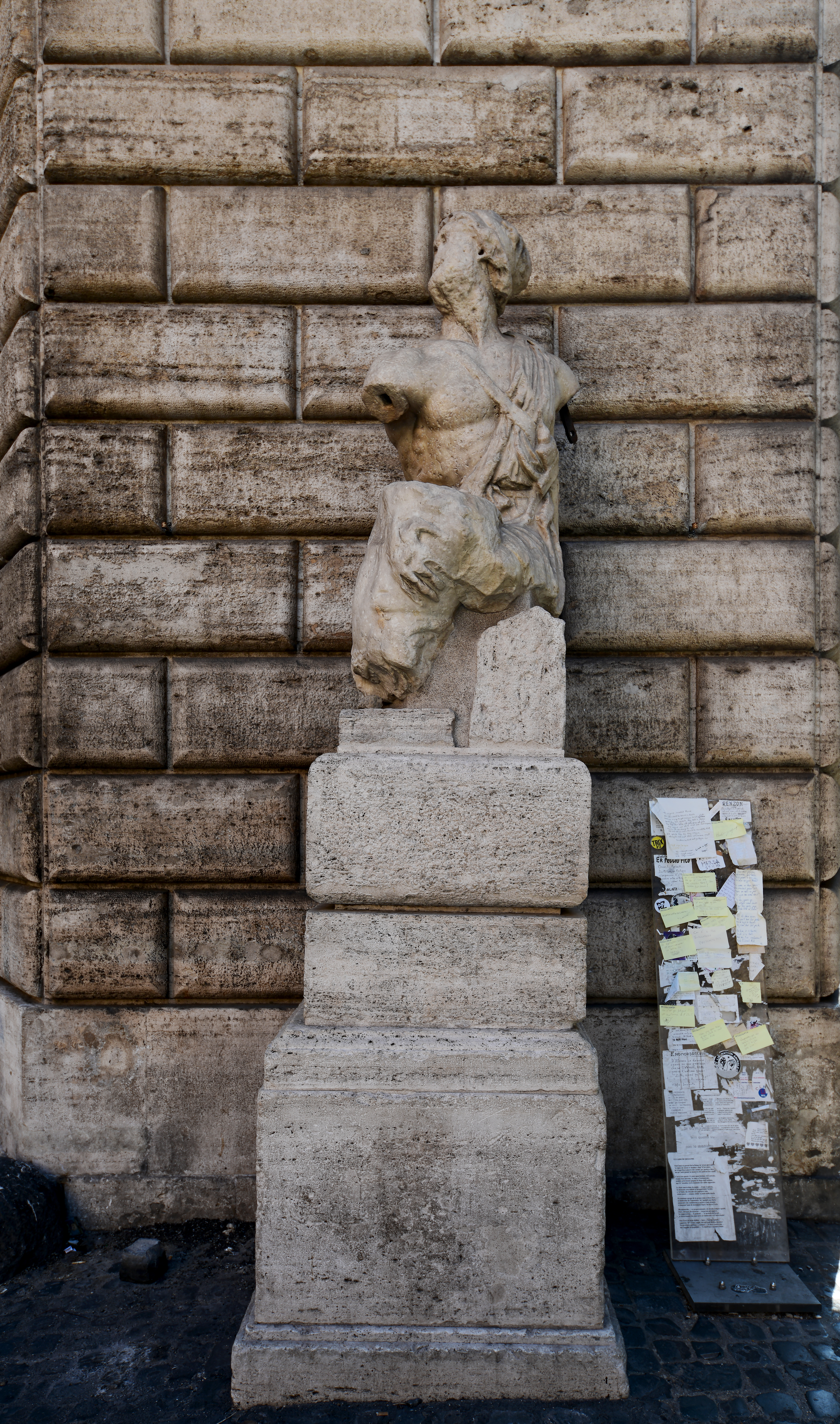
Il Pasquino, con le pasquinate di oggi attaccate all'apposito pannello.

Le statue parlanti di Roma sono sei sculture dislocate nel Centro storico di Roma su cui, fin dal XVI secolo, i Romani affiggevano (e continuano tuttora ad affiggere) messaggi anonimi, contenenti per lo più critiche e componimenti satirici contro i governanti, messaggi spesso detti "pasquinate" dalla statua parlante più nota, il Pasquino.

## Storia
Le statue parlanti risalgono all'età tardoromana, a eccezione del Facchino che fu scolpito nel XVI secolo; a quest'ultimo periodo risale tuttavia il rinvenimento e l'esposizione delle altre cinque. Il costume di appendervi nottetempo foglietti satirici dovette diffondersi quasi in simultanea: al 1523 risale infatti il primo provvedimento, emanato da papa Adriano VI, mirato a impedire l'affissione dei foglietti sul Pasquino. Proprio il Pasquino fu la prima statua ad essere adoperata a tale scopo, e di certo la più famosa delle sei, al punto che i foglietti satirici vengono tuttora chiamati pasquinate.
Le pasquinate erano il modo più immediato e sicuro per esprimere in maniera anonima il proprio dissenso nella Roma papalina. Le statue si trovavano infatti in luoghi ad altissima frequentazione: ciò faceva sì che le satire, appese nottetempo, potessero essere lette da un folto gruppo di persone prima di essere eliminate dalle guardie papali. Alcune di esse si trovavano in prossimità di luoghi-simbolo del potere papale, come il Marforio e Madama Lucrezia, che erano (e sono tuttora) nell'area capitolina, di fronte alla residenza del Conservatore di Roma. Difatti, le pasquinate bersagliavano prevalentemente il papa re e la compagine politica; in misura molto minore, potevano riguardare notabili o personaggi particolarmente in vista. In rari casi potevano riferirsi a gente del popolo.
Bisogna comunque specificare che le pasquinate non furono mai semplici invettive: spesso si trattava di veri e propri componimenti poetici, contenenti giochi di parole, ardite metafore o similitudini, sempre pervase dal tipico sarcasmo romanesco. Venivano talvolta scritti da poeti professionisti: si ha notizia di pasquinate commissionate a Giambattista Marino e Pietro Aretino. La lingua utilizzata era prevalentemente il dialetto romanesco, ma non mancavano satire scritte in italiano aulico o in lingua latina. Alcune pasquinate sono diventate talmente celebri da entrare nel linguaggio comune: è il caso della frase Quod non fecerunt barbari, fecerunt Barberini.
Le statue parlanti sono oggi conosciute con nomi di derivazione popolare, che quasi mai corrisponde alla corretta identificazione del personaggio ritratto: ad esempio Madama Lucrezia è così chiamata forse in onore di Lucrezia d'Alagno, ma raffigura con ogni probabilità la dea Iside  o una sua sacerdotessa; il nome di Pasquino, forse rimanenza di un gruppo scultoreo raffigurante Patroclo e Menelao, è probabilmente mutuato da quello di uno dei primi fruitori della statua. Il Babuino, in realtà un satiro o un sileno, è soprannominato in questo modo per via della sua bruttezza; l'Abate Luigi prenderebbe il nome dal sacrestano della vicina Basilica di Sant'Andrea della Valle, ma è in realtà il ritratto di un alto magistrato. Più difficile rintracciare l'etimologia del nome di Marforio, per il quale sono state avanzate numerose ipotesi. Fa infine eccezione il Facchino, che raffigura effettivamente un acquarolo o facchino romano (anche se in passato è stato erroneamente identificato con Martin Lutero). Il gruppo intero delle statue parlanti viene anche chiamato Congrega degli Arguti o dei Guitti, ma si tratta di una denominazione tarda.
Le statue parlanti furono ampiamente adoperate fino al XIX secolo, variamente osteggiate dai papi (tra i capi d'accusa per la condanna a morte del poeta Niccolò Franco c'era l'aver composto delle pasquinate). Il loro utilizzo declinò all'indomani della Breccia di Porta Pia, con l'annessione dello Stato Pontificio al Regno d'Italia; da quel momento in poi le pasquinate si fecero molto più saltuarie, pur senza sparire mai del tutto. Attualmente solo Pasquino risulta ancora in uso, anche se non è più possibile appendere foglietti direttamente alla statua: allo scopo si può infatti adoperare una bacheca appostamente predisposta al suo fianco.

## Elenco
Le sei statue sono:
- Pasquino
- Madama Lucrezia
- Marforio
- il Babuino
- il Facchino
- l'Abate Luigi

### Altre statue parlanti
Altre città italiane hanno avuto delle statue parlanti su ispirazione di quelle romane. Tra esse si ricordano:
- Il Gigante di Palazzo a Napoli, una colossale statua di Giove in uso tra XVII e XIX secolo;
- La Lodoiga a Brescia, una figura femminile in uso nel XVIII secolo;
- Il Gobbo di Rialto a Venezia, che nel XVIII secolo avrebbe perfino dialogato con Pasquino contro il potere papale;
- Il Porcellino a Firenze, adoperato occasionalmente in età moderna;
- L'Uomo di pietra a Milano, in uso nel XIX secolo.

Va comunque considerato che nessuna di queste statue raggiunse mai la fama di quelle romane; soltanto l'Uomo di Pietra milanese ispirò, per un brevissimo periodo, un periodico omonimo che pubblicava satire e caricature.

## Nella cultura di massa
- Pasquino ha ispirato i film Nell'anno del Signore del 1969 e La notte di Pasquino del 2003, entrambi diretti da Luigi Magni e interpretati da Nino Manfredi.
- Nel film La Tosca, diretto sempre da Magni nel 1973, durante il numero musicale Nun je da' retta Roma la voce del popolo romano è rappresentato da molte "statue parlanti", tra le quali si riconoscono Madama Lucrezia, il Facchino e Marforio.

## Galleria d'immagini

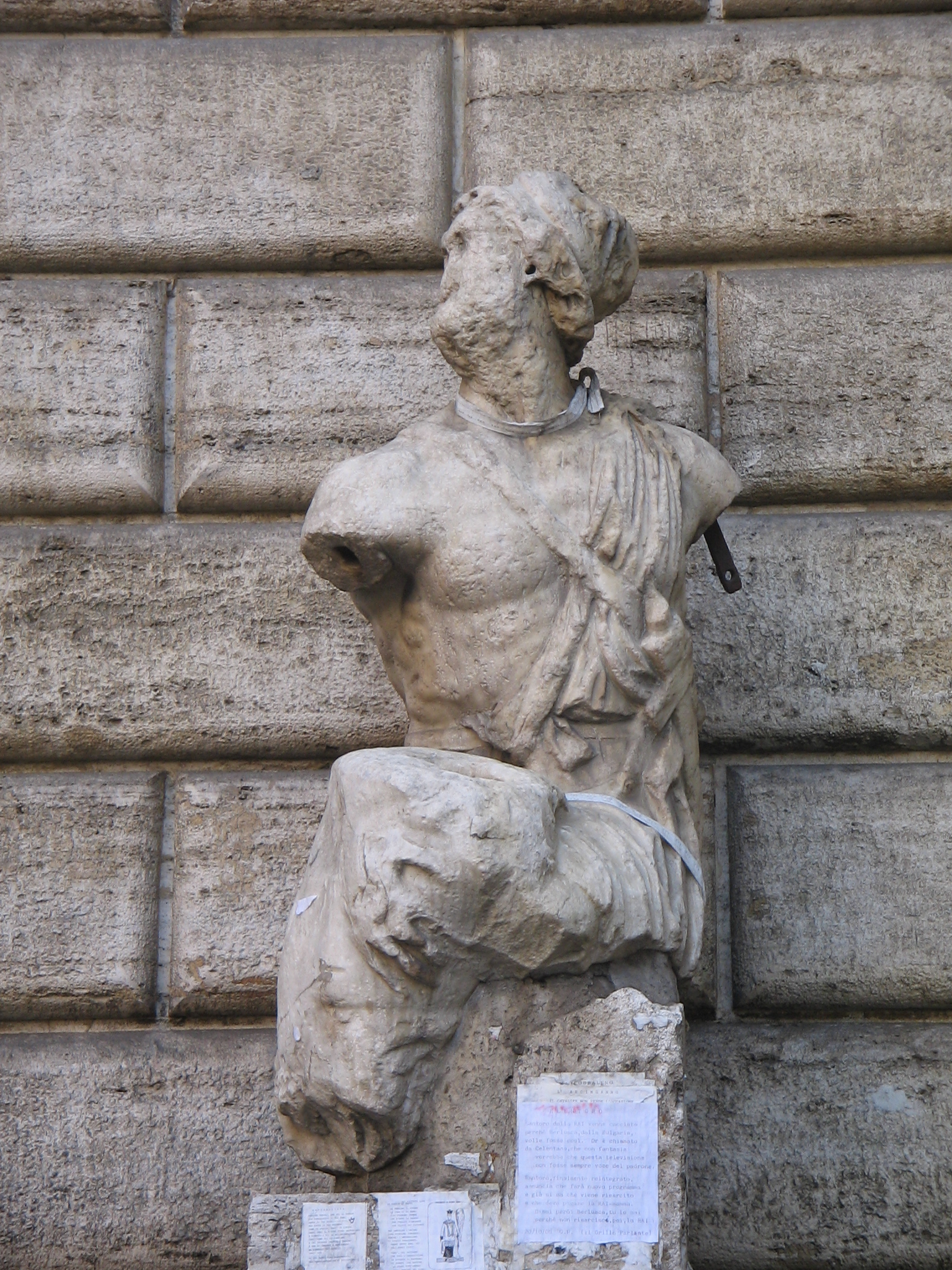
Pasquino, Piazza di Pasquino.
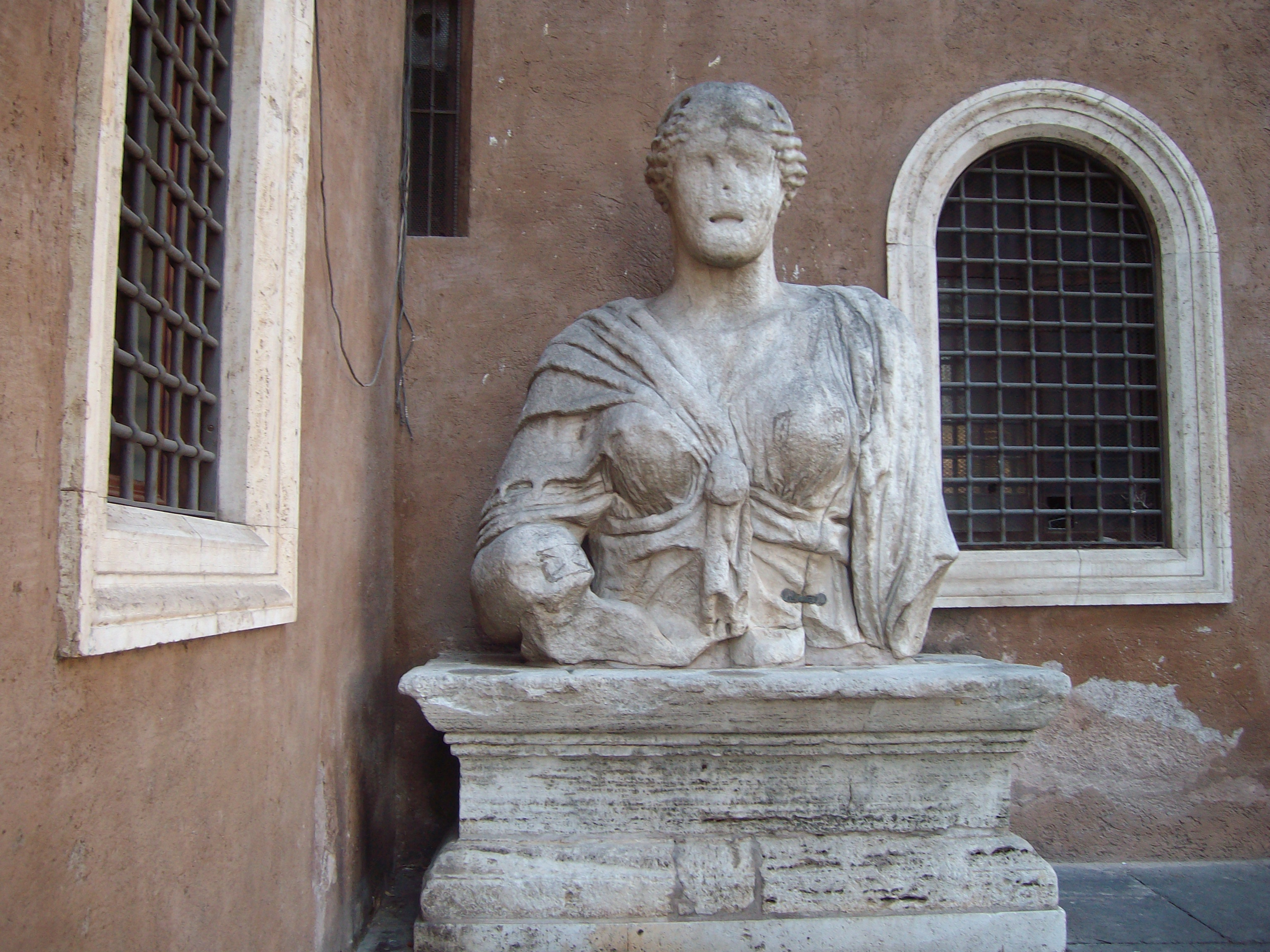
Madama Lucrezia, piazza San Marco.
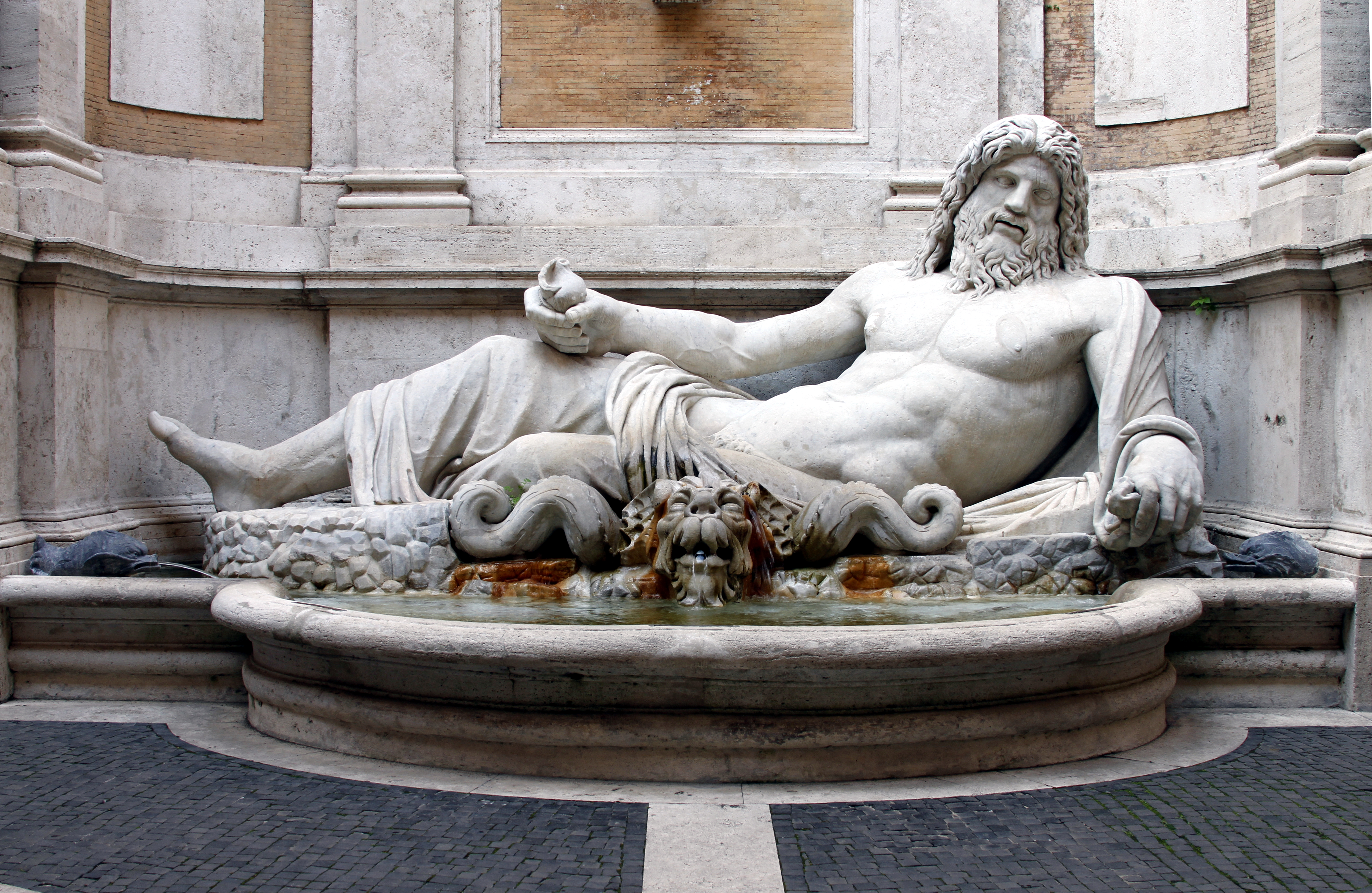
Marforio, Musei Capitolini.
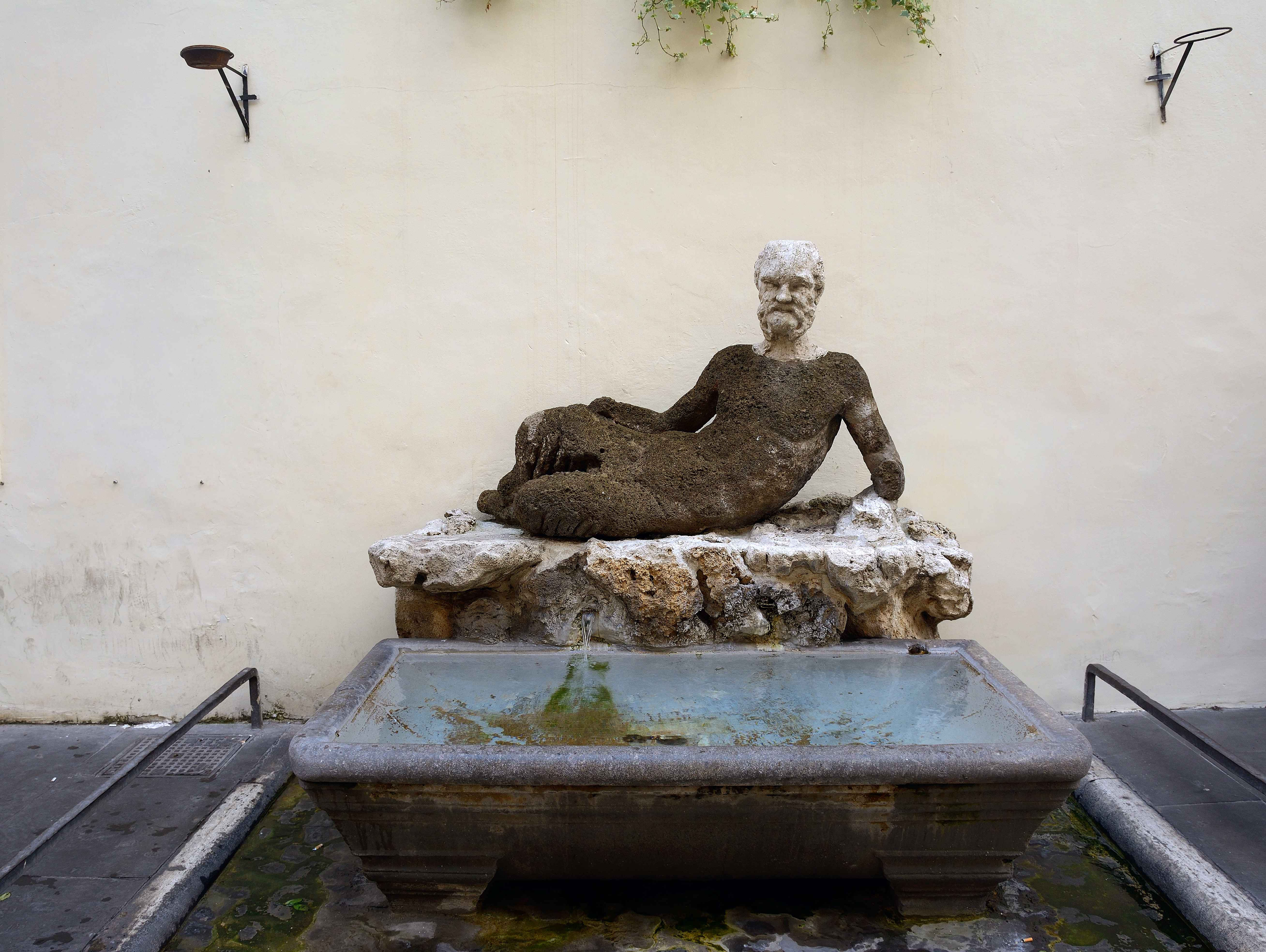
Fontana del Babuino, via del Babuino.
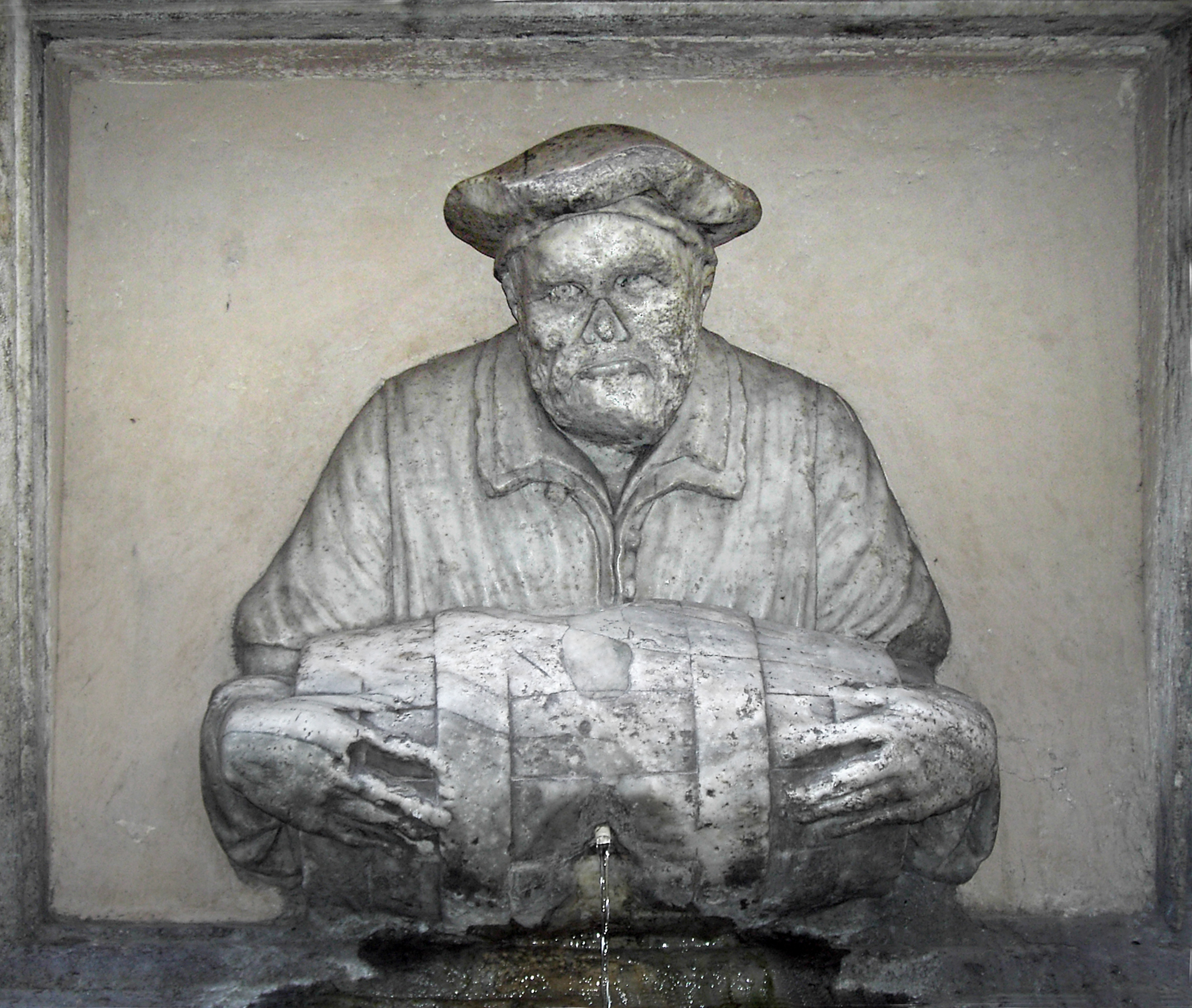
Fontana del Facchino, via Lata.
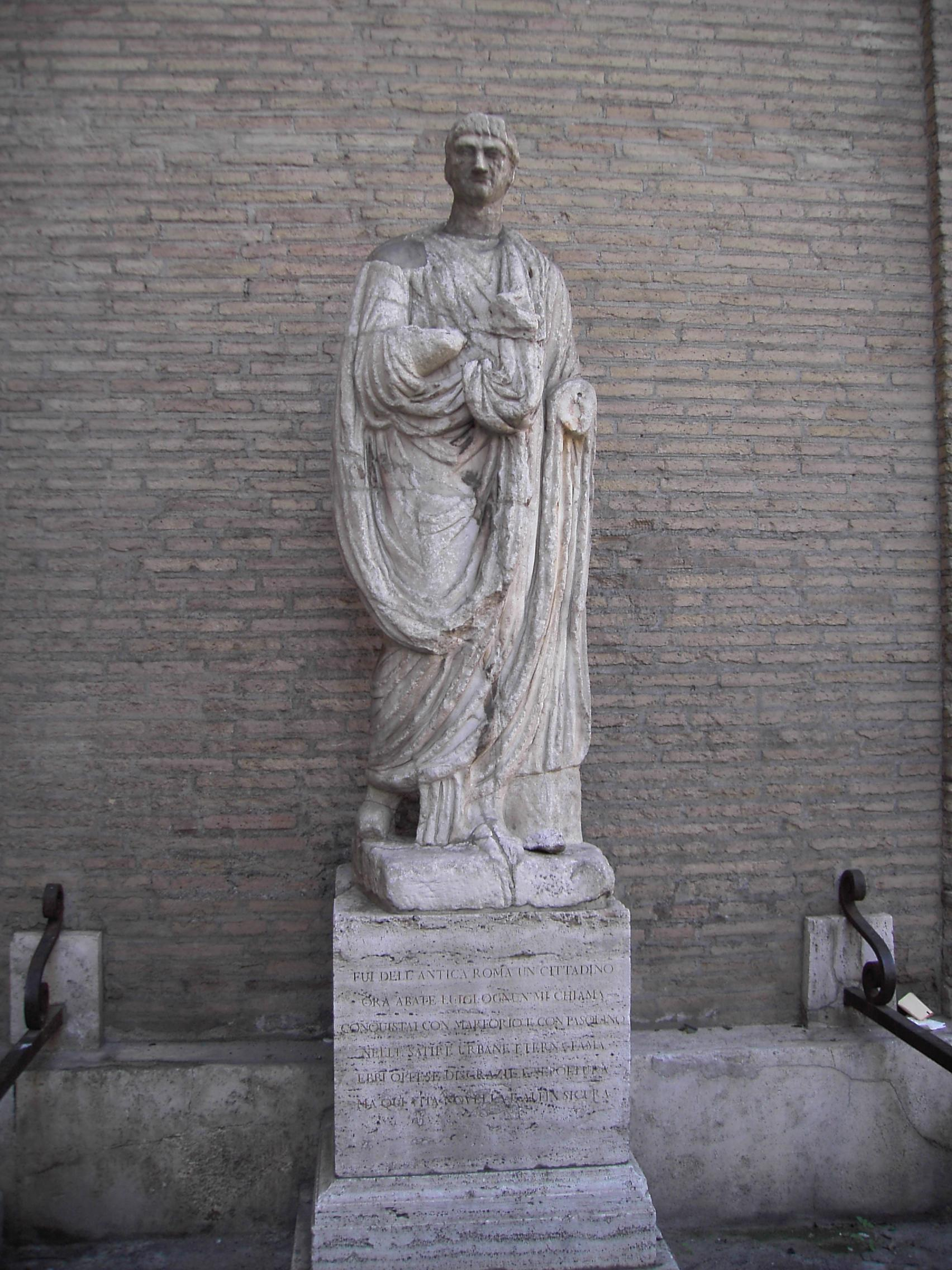
Abate Luigi, piazza Vidoni.